# Iosif Liveralis

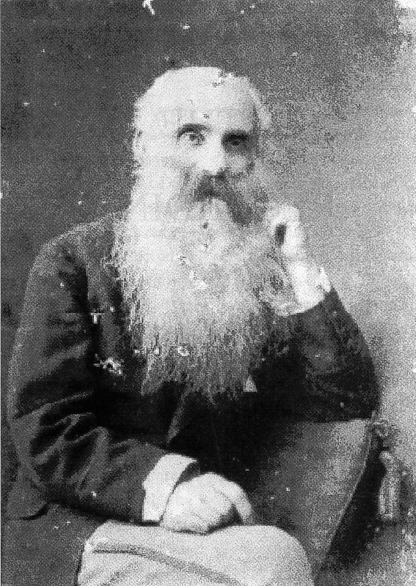
Iosif Liveralis

Iosif Liveralis (griechisch Ιωσήφ Λιβεράλης, auch Liberalis Λιμπεράλης, italienischer Name Giuseppe Liberali; * 5. März 1819 (nach anderen Angaben: 1820) in Korfu; † 17. Septemberjul. / 29. September 1899greg. in Zakynthos) war ein griechischer Pianist und Komponist der Ionischen Schule.
Liveralis war der Sohn des italienischen Dirigenten Domenico Liberali und von Ekaterini Miliorati, die aus Zakynthos stammte. Sein fünf Jahre älterer Bruder Andonios und der Komponist Nikolaos Mantzaros waren seine ersten Lehrer und Förderer. Seine Ausbildung vervollständigte er am Conservatorio di Musica San Pietro a Majella in Neapel. 1840 kehrte er nach Korfu zurück und wurde als „Unterkapellmeister“ (yparchimousikos υπαρχιμουσικός) Dozent am ersten griechischen Konservatorium, der ‚Philharmonischen Gesellschaft Korfu‘ (Φιλαρμονικὴ Ἑταιρεία Κερκύρας), wo er zunächst Klavier, ab 1849 auch Musiktheorie lehrte. Nach dem Tod seines Bruders 1842 wurde er von Mantzaros zum Kapellmeister ernannt. 1852 siedelte er nach Zakynthos um, wo er als Klavierpädagoge arbeitete. In den 1870er Jahren verbrachte er auch einige Jahre in Patras.
Liveralis schuf mehrere Opern, die die ersten Auseinandersetzungen im Musiktheater mit der Geschichte der Griechischen Revolution sind. Auch sein Liedschaffen war von patriotischen Themen geprägt. Die Bühnenwerke sind bis auf wenige Ausschnitte verschollen. Erhalten haben sich unter anderem rund 17 Klavierkompositionen, die den virtuosen Pianisten erkennen lassen und zu den frühesten Beispielen genuin griechischer Klaviermusik gehören.

## Werke (Auswahl)
Opern
- Rigas Ferreos (Ρήγας Φερραῖος), Libretto Gerasimos Markoras, vor 1850, Teatro San Giacomo, Korfu (über Rigas Velestinlis)
- Markos Botsaris (Μάρκος Μπότσαρης), nur erster Akt vor 1852 am Teatro San Giacomo, Korfu (über Markos Botsaris)
- I epistrofi tou Kanari (Ἡ ἐπιστροφὴ τοῦ Κανάρη ‚Die Rückkehr des Kanaris‘), nur erster Akt vor 1852 am Teatro San Giacomo, Korfu
- Arbace a Pompei (‚Arbace in Pompeji‘), 1850, Auszüge 1852 oder später in Zakynthos

Vokalwerke
- O apocheretismos tis Kerkyras (Ὁ ἀποχεραιτισμός τῆς Κερκύρας) ‚Der Abschied von Korfu‘, Gesang und Klavier oder Orchester, 1852
- I Dido engatalifthisa (Ἡ Διδὼ ἐγκαταλειφθεῖσα ‚Die Verlassene Dido‘), Gesang und Klavier oder Orchester
- Alis ke Tzavellas (Ἀλῆς καὶ Τζαβέλλας ‚Ali und Tzavellas‘), zwei Stimmen und Klavier oder Orchester

Klavierwerke
- Le Réveil du Klepht. Souvenir des Chants Populaires de la Grèce (‚Das Erwachen des Kleften. Souvenir griechischer Volkslieder‘), 1847